# Sejlsportsligaen 2014
Sejlsportsligaen 2014 var den 1. sæson af Sejlsportsligaen, der er navnet på den bedste sejlsport række i Danmark. Ligaen blev arrangeret af Dansk Sejlunion og havde deltagelse af 18 sejlsportsklubber. Sæsonen bestod af fire regattaer og blev indledt i Rungsted den 30. maj 2014 og afsluttet i Aarhus den 7. september 2014.
Ligaen blev vundet af Hellerup Sejlklub foran Kongelig Dansk Yachtklub og Kerteminde Sejlklub.
Holdene, der endte på placeringerne 14-18 rykkede ned i 2. division 2015.

## Deltagere
Sejlsportsligaen 2014 bestod af 18 klubhold. Hver klub sammensatte selv besætningen på 3-4 sejlere. Klubben havde lov at skifte besætningsmedlemmer ud fra stævne til stævne.
| Klubber | Aarhus Kaløvig Skive Neptun Aabenraa Middelfart Svendborg Kerteminde Roskilde Vallensbæk Hellerup Sundet KDY Sønderborg Skovshoved Egå Faaborg SilkeborgSejlsportsligaen 2014 (Danmark) |
| - Egå Sejlklub - Faaborg Sejlklub - Hellerup Sejlklub - Kaløvig Bådelaug - Kerteminde Sejlklub - Kongelig Dansk Yachtklub, Nyborg - Middelfart Sejlklub - Roskilde Sejlklub - Sejlklubben Neptun, Vejle - Sejlklubben Sundet, København - Silkeborg Sejlklub - Skive Sejlklub - Skovshoved Sejlklub - Svendborg Sunds Sejlklub - Sønderborg Yacht Club - Vallensbæk Sejlklub - Aabenraa Sejl Club - Aarhus Sejlklub | Aarhus Kaløvig Skive Neptun Aabenraa Middelfart Svendborg Kerteminde Roskilde Vallensbæk Hellerup Sundet KDY Sønderborg Skovshoved Egå Faaborg SilkeborgSejlsportsligaen 2014 (Danmark) |

## Resultater

### Regattaer
Sæsonen består af fire regattaer. Den afsluttende regatta afvikledes i Aarhus i forbindelse med Aarhus Festuge.
- Rungsted, 30. maj – 1. juni 2014
- Sønderborg, 20. – 22. juni 2014
- Hellerup, 22. – 24. august 2014
- Aarhus, 5. – 7. september 2014

| Plac. | Klub                     | Regattaer | Regattaer | Regattaer | Regattaer | Total |
| Plac. | Klub                     | 1         | 2         | 3         | 4         | Total |
| ----- | ------------------------ | --------- | --------- | --------- | --------- | ----- |
| 1.    | Hellerup Sejlklub        | 18        | 16        | 17        | 18        | 69    |
| 2.    | Kongelig Dansk Yachtklub | 17        | 10        | 12        | 17        | 56    |
| 3.    | Kerteminde Sejlklub      | 10        | 11        | 13        | 16        | 50    |
| 4.    | Kaløvig Bådelaug         | 13        | 12        | 14        | 11        | 50    |
| 5.    | Aarhus Sejlklub          | 9         | 18        | 7         | 15        | 49    |
| 6.    | Skovshoved Sejlklub      | 14        | 5         | 16        | 14        | 49    |
| 7.    | Faaborg Sejlklub         | 11        | 15        | 9         | 12        | 47    |
| 8.    | Sønderborg Yacht-Club    | 15        | 13        | 8         | 8         | 44    |
| 9.    | Roskilde Sejlklub        | 8         | 2         | 18        | 13        | 41    |
| 10.   | Aabenraa Sejlclub        | 2         | 17        | 15        | 7         | 41    |
| 11.   | Silkeborg Sejlklub       | 16        | 4         | 6         | 10        | 36    |
| 12.   | Middelfart Sejlklub      | 4         | 14        | 10        | 3         | 31    |
| 13.   | Vallensbæk Sejlklub      | 12        | 8         | 4         | 2         | 26    |
| 14.   | Svendborg Sunds Sejlklub | 7         | 6         | 1         | 9         | 23    |
| 15.   | Sejlklubben Sundet       | 1         | 9         | 11        | 1         | 22    |
| 16.   | Sejlklubben Neptun       | 5         | 7         | 5         | 4         | 21    |
| 17.   | Egå Sejlklub             | 6         | 3         | 2         | 5         | 16    |
| 18.   | Skive Sejlklub           | 3         | 1         | 3         | 6         | 13    |

Svendborg Sunds Sejlklub, Sejlklubben Sundet, Sejlklubben Neptun, Egå Sejlklub og Skive Sejlklub rykkede alle ned til 2. division i 2015.